# Averiguación previa (México)
La averiguación previa en el Derecho mexicano es una institución jurídica consistente en una serie de actos prejudiciales necesarios para que el Ministerio Público (Fiscal) determine si es procedente ejercitar la acción penal ante los Tribunales judiciales. También ha sido llamada: instrucción administrativa, preparación de la acción, preproceso, fase preparatoria, entre otros.
Se inicia con una resolución de apertura conocida como auto ad inquirendum o auto de avocamiento y termina con el ejercicio de la acción penal (promoción de la acción), cuando al juicio del fiscal existen elementos suficientes que hacen presumir la probable responsabilidad del indiciado en la comisión de un delito, dictando un auto de archivo (sobreseímiento administrativo), que se da cuando a juicio del ministerio público no existen elementos constitutivos de delito, o de reserva (suspensión administrativa), cuando existen medios que hacen presumir la probable comisión de un delito pero no son suficientes para ejercitar la acción penal.
Otros objetos de la averiguación previa son: dar asistencia a las víctimas de delitos, aplicar medidas cautelares, realizar investigaciones, desahogo de medios preparatorios, dictar órdenes de inhumación de cadáveres, documentar sus actividades, entre otros.
En este procedimiento el ministerio público asume una posición cuasijurisdiccional, dado que este al realizar actividades investigadoras no jurídicas, juzga si la conducta que le ha sido notificada como delictiva (notitita criminis) lo es o no; aunque en realidad lo que determina es si hay elementos que indican la existencia de un delito y la probable responsabilidad de un sujeto (activo en la relación material). 
El artículo 21 constitucional faculta al ministerio público para perseguir delitos, siendo auxiliado en sus funciones por la policía federal ministerial. Cuando la etapa de averiguación previa se inicia teniendo el fiscal a una persona o personas detenidas, tiene un término fatal de 48 horas, que puede ampliarse al doble a solicitud del presunto responsable o en casos de delincuencia organizada, para resolver la situación jurídica de estas.